# Armed Forces Reserve Medal
La Armed Forces Reserve Medal (en français Médaille de l'Armée de réserve des États-Unis), en abrégé AFRM est une décoration militaire des Forces armées des États-Unis créée le 25 septembre 1950 par une loi signée par le Président des États-Unis Harry S. Truman. Cette médaille récompense les services accomplis par les militaires américains de tout grade au sein de l'Armée de réserve des États-Unis. Elle est considérée comme succédant aux Naval Reserve Medal et Marine Corps Reserve Ribbon disparus respectivement en 1958 et 1967.
Si la médaille est décernée pour des périodes de service, elle est accompagnée d'un sablier (hourglass device). Selon la durée des services, un sablier de bronze, d'argent, d'or ou de bronze et d'or est porté sur le ruban de suspension et le ruban de service, indiquant respectivement 10, 20, 30 ou 40 années de service.
Si la médaille est décernée dans le cadre d'une mobilisation, elle est accompagnée d'un insigne "M" ("M" device). Les mobilisations ultérieures en vertu d'un ordre d'appel présidentiel sans rapport avec la mobilisation donnent lieu au port d'un dispositif numérique indiquant le nombre de mobilisations.

## Description
La médaille fut conçue par Thomas H. Jones (1892-1969) de l'Institute of Heraldy. Sur l'avers sont entrecroisés une torche, un clairon et une corne à poudre symbolisant respectivement la liberté, l'appel du devoir et la défense. Ceux-ci sont entourés de treize rayons et treize étoiles représentant les treize colonies fondatrices des États-Unis. Le revers présente une gravure correspondant au corps d'origine du récipiendaire.

## Attribution pour durée de service (Hourglass device)
Si la médaille est attribuée pour durée de service, le ruban est alors orné d'un sablier métallique dont la couleur dépend de la longueur du service : bronze pour dix ans, argent pour vingt ans, or pour trente ans. Pour une durée de quarante ans, un sablier d'or et un sablier de bronze sont portés conjointement. Avant 1996, le ruban était nu jusqu'à vingt ans de service puis était orné d'un sablier de bronze à vingt ans, de deux sabliers de bronze à trente ans et de trois sabliers de bronze à quarante ans,.
Dans l'armée de réserve et la Garde nationale, un membre du service est admissible à la médaille après avoir accompli un total de dix années de service. Ce service peut être cumulatif, à condition que les dix années de service combinées aient été effectuées sur une période de douze années consécutives. Les rappels volontaires au service actif ne sont pas comptés dans les dix années de service. De plus, à la différence de la Reserve Good Conduct Medal, l'histoire disciplinaire d'un membre du service n'entre pas en jeu lors de l'attribution de la Médaille.
| Type         | Hourglass Device | Années de service | Exemple                           |
| ------------ | ---------------- | ----------------- | --------------------------------- |
| Bronze       |                  | 10                | Bronze Hourglass Device           |
| Argent       |                  | 20                | Silver Hourglass Device           |
| Or           |                  | 30                | Gold Hourglass Device             |
| Bronze et Or |                  | 40                | Bronze and Gold Hourglass Devices |

Avant le décret 13013 du 6 août 1996, un sablier de bronze n'était remis que lors de la deuxième attribution et des attributions suivantes de la médaille de réserve des forces armées, à savoir un sablier de bronze pour vingt ans de service, deux sabliers de bronze pour trente ans et trois sabliers de bronze pour quarante ans. Le décret 13013 prévoit l'attribution d'un sablier de bronze après 10 ans de service, d'un sablier d'argent après 20 ans de service et d'un sablier d'or après 30 ans de service. Les membres du personnel libérés ou retraités avant la modification des critères d'attribution du sablier ne peuvent prétendre à une correction des dossiers ou à une revalorisation du sablier, étant donné que ce dernier aurait été remis à l'origine selon les critères d'attribution initiaux.
| Nombre d'insigne en bronze | Années de service | Exemple |
| -------------------------- | ----------------- | ------- |
| 0                          | 10                |         |
| 1                          | 20                |         |
| 2                          | 30                |         |
| 3                          | 40                |         |

## Attribution pour mobilisation ("M" device)

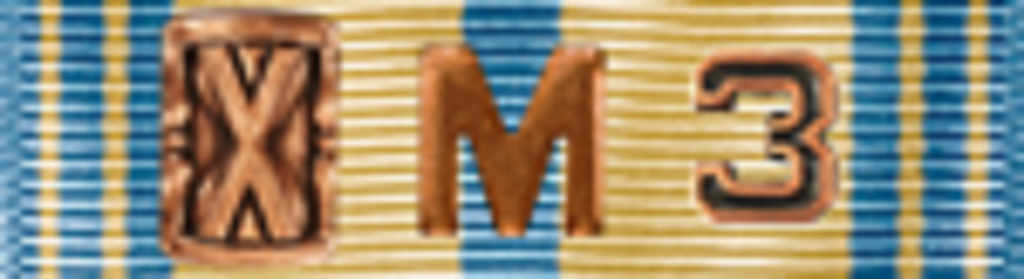
AFRM indiquant dix ans de service et trois mobilisations non volontaires

Si la médaille est décernée dans le cadre d'une mobilisation non volontaire, le ruban est orné d'un "M" métallique. Si d'autres mobilisations ont lieu ultérieurement sur des théâtres ou lors d'une opération différents des précédents, un chiffre métallique (Award numeral) indiquant le nombre de mobilisation est agrafé sur le côté du "M". Cependant, devant la multiplication des déploiements, certaines opérations ont été regroupées en un théâtre unique. Ainsi un soldat ayant participé aux opérations Enduring Freedom en Afghanistan, Liberté irakienne en Irak et Inherent Resolve en Irak et Syrie ne recevra qu'un "M" malgré trois mobilisations,.

### Opération autorisée
Le tableau ci-dessous énumère les opérations militaires américaines désignées qui ont été approuvées pour l'attribution de l'insigne "M" sur l'AFRM, à condition que le membre satisfasse aux autres critères d'attribution énoncés dans le DoDM 1348.33, Volume 2, Manuel des décorations et récompenses militaires : DoD Service Awards - Campaign, Expeditionary, and Service Medals. Les départements militaires sont responsables de la détermination de l'éligibilité individuelle pour l'insigne "M" sur la base des critères d'attribution.
| Location                    | Opérations                                                               |
| --------------------------- | ------------------------------------------------------------------------ |
| Golfe persique 1            | Bouclier du désert, Tempête du désert                                    |
| Somalie                     | Restore Hope                                                             |
| Haïti                       | Uphold Democracy                                                         |
| Ex-Yougoslavie              | Joint Endeavor, Joint Guard, Joint Forge                                 |
| Golfe persique 2            | Desert Fox, Northern Watch, Southern Watch                               |
| Kosovo                      | Allied Force                                                             |
| Guerre contre le terrorisme | Noble Eagle, Enduring Freedom, Iraqi Freedom, Inherent Resolve, New Dawn |

## Source
- (en) Cet article est partiellement ou en totalité issu de l’article de Wikipédia en anglais intitulé « Armed Forces Reserve Medal » (voir la liste des auteurs).